# Pellaea calidirupium
Pellaea calidirupium es una especie de helecho de la familia botánica Pteridaceae. Es originaria del este de Australia limitada a las grietas rocosas en ambientes relativamente áridos. Se encuentra en Tasmania, donde se considera rara y sólo se encuentra en la costa este, la región central y las laderas bajas de la meseta Central. También se encuentra, en Victoria y Queensland

## Descripción
Las frondas pueden ser de hasta 50 cm de largo y presentan dimorfismo sexual en las frondas estériles más cortas con hasta 12 foliolos. El pie puede ocupar casi la mitad de la longitud de la fronda. Escamas de color café rojizo y los pelos cubren tanto el estípite como el raquis. Los raquis pueden tener hasta 40 pinnas con un tallo corto. Las hojas son de color verde brillante con la característica de los soros laminados como una banda alrededor de la parte inferior verde más pálido.

## Taxonomía
Pellaea calidirupium fue descrita por Brownsey & Lovis y publicado en New Zealand J. Bot. 28(3): 197 (1990). 1990
Sinonimia
- Pteris falcata R.Br.
- Platyloma falcata (R.Br.) J.Sm.
- Allosorus falcatus (R.Br.) Kunze[4]